# 斋藤胜也
斋藤胜也（日语：／ Saitō Katsuya，1940年3月3日—），日本男子自行车运动员。他曾代表日本参加1958年亚洲运动会自行车比赛，获得一枚金牌。他也曾参加1960年夏季奥林匹克运动会。